# 温泉乡 (岢岚县)
温泉乡，是中华人民共和国山西省忻州市岢岚县下辖的一个乡镇级行政单位。

## 行政区划
温泉乡下辖以下地区：
田家崖村、后温泉村、路家岔村、土鱼坪村、咸康村、贺家沟村、刘家岔村、雷家坪村、前温泉村、付家洼村和山神堂村。